# Angerlohe
 (janvier 2022).
L'Angerlohe est une zone boisée de 40 hectares située à Munich, dans le quartier Untermenzing (de).

## Description
Après la forêt d'Allach voisine, l'Angerlohe est le vestige le plus important de l'ancienne ceinture de Lohwald en termes de superficie. C'est une forêt de chênes et de charmes, qui dans les temps historiques était utilisée comme forêt de taillis à intervalles réguliers pour le bois de chauffage. Le caractère léger créé par cette utilisation a été largement perdu, mais il existe de petites clairières avec une flore précieuse. La végétation au sol de l'Angerlohe est luxuriante. Plusieurs plantes menacées ou protégées et de nombreux types de champignons sont représentés. Le bois mort n'est pas enlevé et est donc abondant. Le crapaud vert protégé vit dans trois étangs.

## Protection
L'Angerlohe fait partie de la ceinture verte de Munich et est désigné comme zone de protection du paysage. Avec les parties du paysage limitrophes au nord et l'Allacher Lohe, il a été signalé à l'Union européenne comme zone faune-flore-habitat (zone FFH no 7734-302) pour le réseau européen de biotopes Natura 2000.